# Gwiazda typu OB
Gwiazdy typu OB – gorące, masywne gwiazdy typu widmowego O lub B, które powstają w luźnie powiązanych grupach noszących nazwę asocjacji OB. Żyją krótko i stąd nie przemieszczają się zbyt daleko od miejsca, gdzie powstały. W czasie swojego życia wyemitują pokaźną ilość promieniowania ultrafioletowego. To promieniowanie gwałtownie jonizuje otaczający gaz wielkiego obłoku molekularnego, co daje początek obszarom H II lub strefom Strömgrena